# Anna Gavalda
Anna Gavalda (nascida em 23 de maio de 1970 em Boulogne-Billancourt, Altos do Sena)  é uma professora de francês e romancista premiada.
Referida pela revista Voici como "uma descendente distante de Dorothy Parker ", Anna Gavalda nasceu em um subúrbio de classe alta de Paris . Ela estava trabalhando como professora de francês no ensino médio quando uma coleção de seus contos foi publicada pela primeira vez em 1999 sob o título Je voudrais que quelqu'un m'attende quelque part que foi aclamada pela crítica e sucesso comercial, vendendo mais de três -quartos de milhão de cópias em sua França natal e ganhando o Grand prix RTL-Lire de 2000. O livro foi traduzido para vários idiomas, incluindo o inglês, e vendido em vinte e sete países. Foi publicado para aclamação na América do Norte em 2003 como I Wish Someone Were Waiting for Me Somewhere . O livro recebeu muitos elogios e é uma seleção de bibliotecas e escolas em todo o mundo em vários idiomas.
O primeiro romance de Gavalda, Je l'aimais (Alguém que amei) foi publicado na França em fevereiro de 2002 e em inglês mais tarde naquele ano. Inspirada pelo fracasso de seu próprio casamento, também foi um grande sucesso literário e um best-seller e foi seguido pelo romance jovem adulto (96 páginas) 35 kilos d'espoir (95 libras de esperança) que ela disse ter escrito "para prestar homenagem aos meus alunos que eram burros na escola, mas, fora isso, eram pessoas fantásticas".
Em 2004, seu terceiro romance, Hunting and Gathering (Ensemble, c'est tout), enfocou a vida de quatro pessoas que vivem em um prédio de apartamentos: um jovem artista que trabalha como faxineira à noite, um jovem aristocrata desajustado, uma cozinheira e uma avó idosa. O livro de 600 páginas é um best-seller na França e foi traduzido para o inglês como Hunting and Gathering .
A partir de 2007, seus três livros venderam mais de 3 milhões de cópias na França. Hunting and Gathering foi transformado em filme em 2007 por Claude Berri, com Audrey Tautou e Guillaume Canet . A adaptação de seu primeiro romance, Je l'aimais, com Daniel Auteuil e Marie-Josée Croze, foi filmada em 2009 por Zabou Breitman.
Ela também traduziu para o francês o romance Stoner, de John William .
Em março de 2018, Anna Gavalda apareceu na mídia africana como uma das finalistas do Grande Prêmio das Associações Literárias 2017. Ela foi selecionada na categoria Belles-Lettres por sua coleção de contos intitulada Fendre l'armure, que foi lançada em 2017.

## Vida
Divorciada e mãe de dois filhos, Gavalda mora na cidade de Melun, Seine-et-Marne, cerca de 50 km a sudeste de Paris. Além de escrever romances, ela também contribui para a revista Elle.

## Obras
- Je voudrais que quelqu'un m'attende quelque part (J'ai lu, 1999, ISBN 9782290311783)
- 35 kilos d'espoir (Alinea, 2002, ISBN 9788723908230)
- Je l'aimais (J'ai lu, 2002, ISBN 9782290340783)
- Ensemble, c'est tout (J'ai lu, 2005, ISBN 9782290343715)
- La Consolante (Editions, 2008, ISBN 9782290014288)
- L'Échappée belle (J'ai lu, 2009, ISBN 9782290040997)
- Billie (Europa Editions, 2013, ISBN 9781609452490)
- La vie en mieux (La dilettante, 2009, ISBN 9782842631840)
- Fendre l'armure (J'ai lu, 2017, ISBN 9782290155202)

## Trabalhos em tradução para o inglês
- I Wish Someone Were Waiting for Me Somewhere (Penguin Putnam Inc., 2003, ISBN 9781573223553)
- 95 Pounds of Hope (Viking, 2003, ISBN 9780670036721)
- Someone I Loved (Penguin Putnam Inc., 2005, ISBN 9781594480416)
- Hunting and Gathering (Vintage Publishing, 2006, ISBN 9780099494072)
- Consolation (Vintage Publishing, 2009, ISBN 9780701183523)
- Breaking Away/French Leave (Gallic Books, 2011, ISBN 9781906040406)
- Billie (Europa Editions, 2015, ISBN 9781609452490)
- Life, Only Better (Europa Editions, 2015, ISBN 9781609452940)
- The Cracks in Our Armour (Europa Editions (UK) Ltd, 2019.ISBN 9781787701632)

## Adaptações cinematográficas
- Enfim, Juntos, 2007.
- Someone I Loved, 2009.